# Martin John Spalding
Martin John Spalding (ur. 23 maja 1810 w Rolling Fork, zm. 7 lutego 1872) – amerykański duchowny katolicki, arcybiskup Baltimore i prymas Stanów Zjednoczonych w latach 1864–1872.
Urodził się jako szóste dziecko Richarda i Henrietty. Matka zmarła gdy Martin miał pięć lub sześć lat. Ojciec ożenił się później jeszcze dwa razy i pozostawił w sumie 21 dzieci. Rozpoznając w sobie powołanie do kapłaństwa wstąpił w roku 1826 do seminarium duchownego w Bardstown. Po czterech latach został wysłany do Rzymu na dalsze studia. Mimo ciężkiej choroby przebytej w trakcie nauki, w roku 1834 obronił doktorat. Święcenia kapłańskie otrzymał w tym samym roku z rąk kardynała Carlo Maria Pedicini. Pierwszą mszę odprawił przy grobie św. Piotra. Powrócił następnie do ojczyzny i poświęcił się pracy duszpasterskiej, został też wykładowcą w swym rodzinnym seminarium, a także proboszczem miejscowej katedry. W wyniku nieporozumień z biskupem-koadiutorem zrezygnował jednak z tej funkcji i objął probostwo w parafii w Lexington. W 1841 wrócił na dawne probostwo po przeniesieniu siedziby diecezji do Louisville. W latach późniejszych objął wiele obowiązków administracyjnych w diecezji z powodu zaawansowanego wieku ordynariusza i stopniowej ślepoty jego koadiutora. Dał się w tym czasie poznać jako utalentowany kaznodzieja i wykładowca.
18 kwietnia 1848 został mianowany biskupem-koadiutorem diecezji Louisville ze stolicą tytularną Lengone. Konsekrowany 10 września przez ówczesnego ordynariusza diecezji Benedicta Flageta. W roku 1850 zmarł sędziwy biskup Flaget i od tej pory Spalding był automatycznie jego następcą jako zwierzchnik diecezji. Mimo niespokojnych czasów był on energicznym pasterzem, który nie bał się wyzwań (ukończył budowę katedry, odważnie zaangażował się w czasie wojny secesyjnej, doprowadził do powstania diecezji Covington, poszukiwał dla swej diecezji kapłanów w Europie). Był również autorem opracowań historycznych na temat diecezji.
3 maja 1864 mianowany został arcybiskupem Baltimore, najważniejszej archidiecezji w USA. Tu także działał z pełnym zaangażowaniem tworząc nowe parafie i instytucje. Przyczynił się też do rozwoju zakonów. Był szczególnie zainteresowany wzięciem w opiekę duchową afroamerykanów. Był jednym z ojców soborowych podczas soboru watykańskiego I. Mimo początkowej niechęci był on zwolennikiem nowego dogmatu o nieomylności papieskiej. W końcowej fazie życia cierpiał z powodu złego stanu zdrowia. Rozwinęło się u niego miesiąc przed śmiercią ostre zapalenie oskrzeli. Zmarł w wieku 61 lat i pochowany został w katedrze baltimorskiej.